# 真菌性肉芽腫症
真菌性肉芽腫症（しんきんせいにくがしゅしょう、英: mycotic granulomatosis）とはAphanomyces piscicida感染を原因とする温水性淡水魚の感染症。症状として体表に出血点、出血斑、患部の潰瘍、肉芽腫が認められる。